# NGC 6476
NGC 6476 é uma nuvem estelar na Via Láctea na direção da constelação de Sagitário. Foi descoberto pelo astrônomo inglês John Herschel em 1836.